# Chonetes
Genre
Synonymes
- † Chonetus Paetel, 1875

Chonetes est un genre fossile de Brachiopodes de l'ordre des Strophomenida, de la super-famille des Chonetoidea, de la famille des Chonetidae et de la sous-famille des Chonetinae.

## Répartition
Des fossiles du genre ont été datés du Costonien pour les plus anciens (il y a 460,9 à 455,8 Ma) et du Jurassique pour les plus récents (il y a 237,0 à 174,1 Ma), retrouvés en Asie, aux Amériques, en Australie, en Afrique et en Europe. La Paleobiology Database (24 août 2023) affiche un nombre de collections référencées de 764 pour 902 occurrences.

## Description

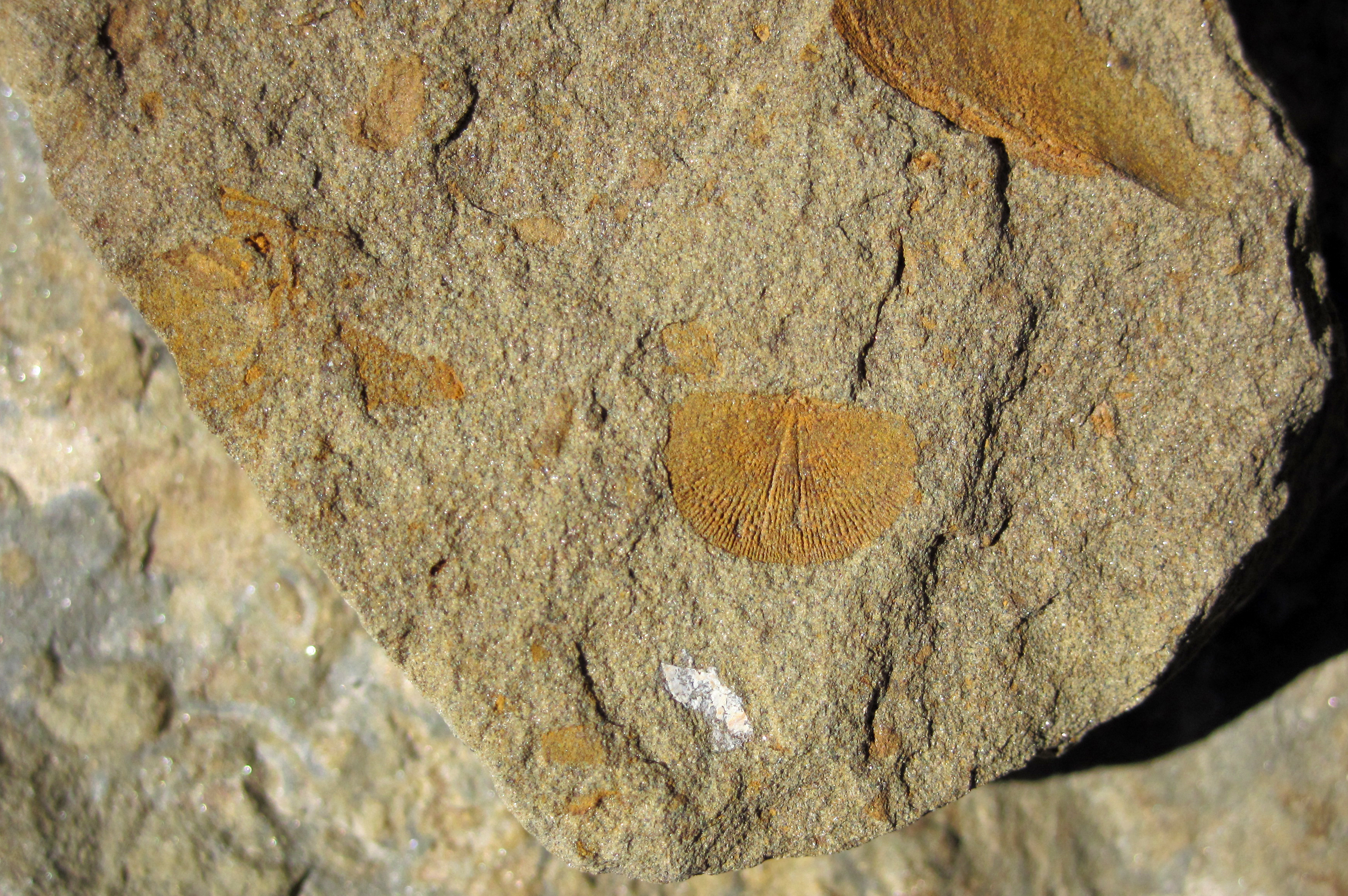
Fossile de Chonetes sp.

Ce sont des Brachiopodes à la coquille bivalve, sub-équilatérale, aplatie. La charnière est droite édentée, avec des apophyses intérieures droites et divergentes, et d'autres, à la base, rondes formant un creux en entonnoir, où s'attachent probablement les muscles. La coquille se rapproche par sa forme extérieure du genre Orthis, mais Chonetes ne présente pas d'excision triangulaire dans sa charnière. 

## Systématique
Le nom valide complet (avec auteur) de ce taxon est Chonetes Fischer de Waldheim, 1830, publié en 1837 par Gotthelf Fischer de Waldheim dans son Oryctographie du gouvernement de Moscou. C'est le genre type de la famille des Chonetidae.

## Liste des espèces
Selon la Paleobiology Database (24 août 2023) :
Selon l'IRMNG (24 août 2023) :
- † Chonetes australis McCoy, 1876
- † Chonetes baragwanathi Gill, 1949
- † Chonetes bowieae Gill, 1945
- † Chonetes buchanensis Gill, 1951
- † Chonetes buchiana De Koninck
- † Chonetes concinna (Chapman, 1904)
- † Chonetes cornstockii Rathburn
- † Chonetes coronatus
- † Chonetes cracowensis Etheridge
- † Chonetes crenulata (De Koninck, 1847)
- † Chonetes cresswelli Chapman, 1903
- † Chonetes culleni Dun
- † Chonetes dilatata Romer
- † Chonetes embryo Barrande
- † Chonetes fircheni Norwood & Pratten, 1855
- † Chonetes flemmingi Norwood & Pratten, 1855
- † Chonetes foedus Talent, 1963
- † Chonetes freitasii Rathburn
- † Chonetes gaskini Gill, 1945
- † Chonetes hardrensis Phillips
- † Chonetes hudsonica Clarke, 1907
- † Chonetes killarensis Gill, 1945
- † Chonetes lata
- † Chonetes lilydalensis
- † Chonetes maoria Allan, 1935
- † Chonetes melbournensis Chapman, 1903
- † Chonetes mesoloba Norwood & Pratten, 1855
- † Chonetes micrus Gill, 1951
- † Chonetes minuta De Koninck, 1847
- † Chonetes morrisi Bouchard
- † Chonetes nana De Verneuil
- † Chonetes nigricans (Allan)
- † Chonetes obtusangula Romer
- † Chonetes planumbona Meek & Worthen, 1866
- † Chonetes plebeja Schnur, 1853
- † Chonetes productoida Gill, 1945
- † Chonetes psiloplia Gill, 1945
- † Chonetes pusilla Hall
- † Chonetes robusta Chapman, 1903
- † Chonetes robustus (Chapman)
- † Chonetes ruddockensis Gill, 1945
- † Chonetes sarcinulatus De Verneuil
- † Chonetes sarlinulatus (Von Schlotheim, 1920)
- † Chonetes schumardianus De Koninck
- † Chonetes semicircularis Romer
- † Chonetes smithii Norwood & Pratten, 1855
- † Chonetes spooneri Talent
- † Chonetes squamatula Barrande, 1848
- † Chonetes striatella Dalman
- † Chonetes suavis Talent, 1963
- † Chonetes taggertyensis Gill, 1945
- † Chonetes teicherti Gill, 1951
- † Chonetes verneuiliana Norwood & Pratten, 1855
- † Chonetes verneuilianus

Selon les collections du Muséum national d'Histoire naturelle (24 août 2023) :
- † Chonetes armata BOUCHARD, 1845
- † Chonetes buchiana de KONINCK, 1842
- † Chonetes comoides (SOWERBY, 1823)
- † Chonetes concentrica de KONINCK, 1847
- † Chonetes dalmaniana de KONINCK, 1842
- † Chonetes elegans de KONINCK, 1847
- † Chonetes embryo BARRANDE, 1848
- † Chonetes falklandica MORRIS & SHARPE, 1846
- † Chonetes falklandicus MORRIS & SHARPE, 1846
- † Chonetes granulifer (OWEN, 1852)
- † Chonetes hostinensis BARRANDE, 1879
- † Chonetes laguessiana de KONINCK, 1842
- † Chonetes mesoloba (NORWOOD & PRATTEN, 1855)
- † Chonetes papilionacea (PHILLIPS, 1836)
- † Chonetes plebeia SCHNUR, 1853
- † Chonetes sarcinulata (von SCHLOTHEIM, 1820)
- † Chonetes shumardiana de KONINCK, 1847
- † Chonetes sqamatula BARRANDE, 1848
- † Chonetes tuberculata (McCOY, 1844)
- † Chonetes variolata (d'ORBIGNY, 1842)
- † Chonetes verneuili BARRANDE, 1848

Selon Fossiilid.info
- † Chonetes pseudovariolata Nikitin, 1890

## Publication originale
: document utilisé comme source pour la rédaction de cet article.
- [1837] Gotthelf Fischer de Waldheim, Oryctographie du gouvernement de Moscou, Moscou, Société impériale des naturalistes de Moscou, imprimerie d'Auguste Semen, 1837 (lire en ligne), p. 134.